# 수면다원검사

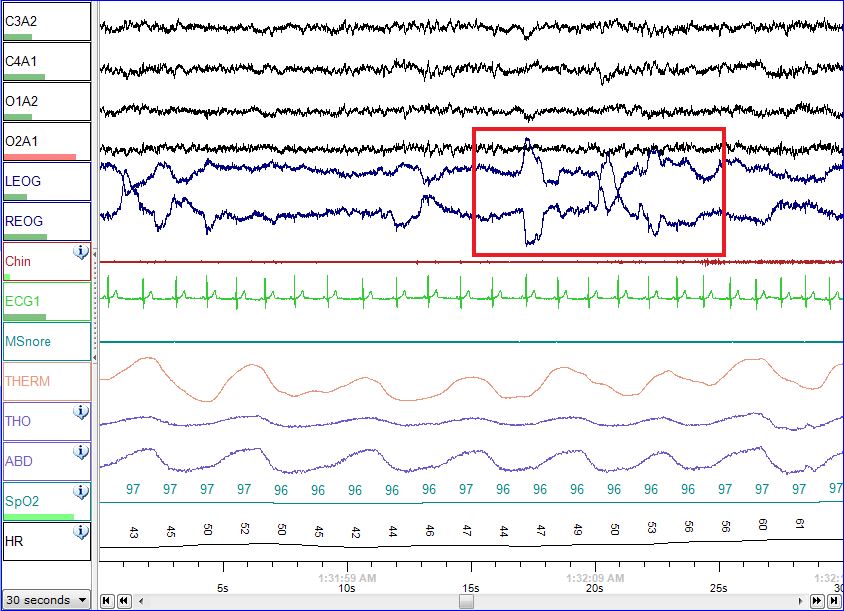
렘 수면이 기록된 수면다원검사기록. 적색 상자 안에 안구 운동의 증가가 나타난다.

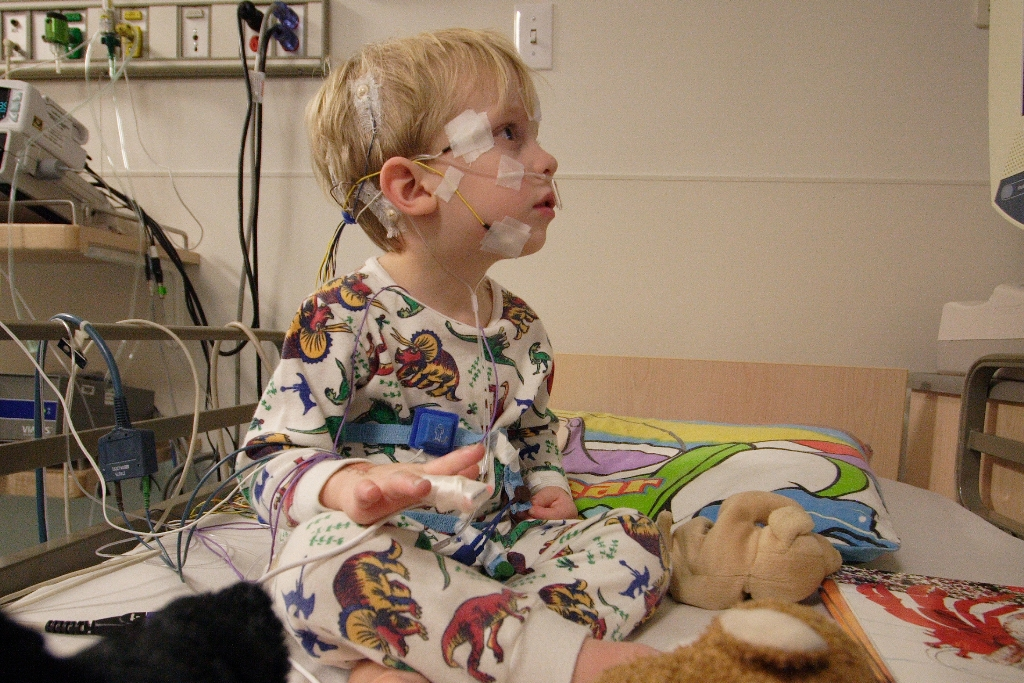
수면다원검사를 받기 위해 준비중인 아동

수면다원검사(의학: Polysomnography)는 환자의 수면 중에 발생하는 질환의 원인을 알아내기 위한 검사이다. 주로 뇌파와 심전도, 안전도(눈의 움직임), 근전도, 비디오 촬영이 수반된다. 검사기록은 수면다원검사기록(의학: polysomnogram)으로 도출된다.

## 같이 보기
- 기계환기
- 수면 장애